# Estannoidita
L'estannoidita és un mineral de la classe dels sulfurs. Rep el nom de l'estannita, més el terme grec "eides", al·ludint, per la seva semblança amb aquest mineral.

## Característiques
L'estannoidita és una sulfosal de fórmula química Cu₆+Cu₂2+(Fe2+,Zn)₃Sn₂S₁₂. Va ser aprovada com a espècie vàlida per l'Associació Mineralògica Internacional l'any 1968. Cristal·litza en el sistema ortoròmbic. La seva duresa a l'escala de Mohs és 4.
Segons la classificació de Nickel-Strunz, l'estannoidita pertany a «02.CB - Sulfurs metàl·lics, M:S = 1:1 (i similars), amb Zn, Fe, Cu, Ag, etc.» juntament amb els següents minerals: coloradoïta, hawleyita, metacinabri, polhemusita, sakuraiïta, esfalerita, stil·leïta, tiemannita, rudashevskyita, calcopirita, eskebornita, gal·lita, haycockita, lenaïta, mooihoekita, putoranita, roquesita, talnakhita, laforêtita, černýita, ferrokesterita, hocartita, idaïta, kesterita, kuramita, mohita, pirquitasita, estannita, velikita, chatkalita, mawsonita, colusita, germanita, germanocolusita, nekrasovita, stibiocolusita, ovamboïta, maikainita, hemusita, kiddcreekita, polkovicita, renierita, vinciennita, morozeviczita, catamarcaïta, lautita, cadmoselita, greenockita, wurtzita, rambergita, buseckita, cubanita, isocubanita, picotpaulita, raguinita, argentopirita, sternbergita, sulvanita, vulcanita, empressita i muthmannita.

## Formació i jaciments
Va ser descoberta a la mina Konjo, situada a la localitat d'Aida, dins la prefectura d'Okayama, a la regió de Chugoku (Japó). És una espècie mineral que es pot trobar àmpliament distrubuïda arreu del planeta.